# Paracrocidura
Paracrocidura é um gênero mamífero da família Soricidae.

## Espécies
- Paracrocidura graueri Hutterer, 1988
- Paracrocidura maxima Heim de Balsac, 1959
- Paracrocidura schoutedeni Heim de Balsac, 1956